# Poker i slot
Slot  je vrsta igre na sreću koja koristi stroj (elektronički, elektromehanički, ili mehanički) koji se pokreće ako se u njega stavi novčić, žeton, novčanica ili neka vrsta elektroničkog platežnog sredstva. Igrač upravlja strojem pucetima ili s polugom, a cilj je dobiti što više novaca, tako da se slike na kolutovima nađu u nekom određenom redu.

## Vanjske poveznice
|  | Zajednički poslužitelj ima još gradiva o temi Slot |